# 센티멘탈 트레인
〈센티멘탈 트레인〉(センチメンタルトレイン 센티메타르 트레인[*])은 AKB48의 53번째 싱글이다. 타이틀 곡의 센터 포지션은 본래 마츠이 쥬리나가 맡을 예정이였지만, 활동을 쉬게 되어서 참여는 못하게 됐으며 센터가 없이 활동하고 있다. 그리고 2018년 9월 6일, 나고야 SKE48 극장에서 복귀를 선언했고 현재 활동중이다.
2018년 10월 25일에 마츠이 쥬리나가 참가한 ‘완전판’의 음원 및 뮤직 비디오가 배포됐다. (아래를 참조).

## 발매 배경
타이틀 곡을 부르는 것은 발매에 앞서서 행해졌던 《AKB48 53rd 싱글 세계 선발 총선거》에 따라서 선택된 세계 선발 멤버 16명이다.
2018년 7월 7일에 방송된 《THE MUSIC DAY 전하고 싶은 노래》(NTV)에서 처음으로 선보였지만 본래 센터인 마츠이 쥬리나는 컨디션이 좋지 않아서 활동을 쉬고 있기 때문에 센터 포지션은 총선거의 트로피와 스탠드 마이크가 위치했으며 ‘센터 부재’인 상태의 무대가 됐다. 그 이후에도 음악 방송이나 콘서트에서는 센터 포지션 자리가 빈 상태로 무대를 이어갔다. 8월 3일에는 마츠이 쥬리나가 가창 및 뮤직 비디오에 참가하지 못하게 됨을 발표했다. 마츠이 쥬리나의 복귀를 전제로 가창 부분과 MV 출연 부분을 추가로 녹음과 촬영을 조정할 수 있게 일정을 조정했지만 제작 마지막 마감일에 맞추지 못했으며 센터가 없는 상태의 형태가 됐다. 9월 7일 방송분의 《뮤직스테이션》(TV 아사히)에서 마츠이 쥬리나가 복귀했으며 16명으로의 첫 무대가 됐다.
타이틀 곡은 아침 통학 기차에서의 애달픈 짝사랑을 노래한 것이다.

## 아트워크
아트워크는 히라노 후미코가 맡았다. Type A 초도 한정판의 자켓은 본래 마츠이 쥬리나의 솔로 샷이 사용될 예정이였지만 불참으로 인해서 거울에 푸른 하늘이 찍힌 사진이 사용됐다. 멤버가 찍히지 않는 자켓은 AKB48로는 이례적이다.
| Type A 초도 한정판 | (푸른 하늘의 사진)                                       |
| Type B 초도 한정판 | 스다 아카리, 미야와키 사쿠라, 오기노 유카                |
| Type C 초도 한정판 | 오카다 나나, 요코야마 유이, 무토 토무, 오오바 미나       |
| Type D 초도 한정판 | 야부키 나코, 타나카 미쿠, 소다 사리나, 타카하시 쥬리     |
| Type E 초도 한정판 | 무카이치 미온, 요시다 아카리, 후루하타 나오, 혼마 히나타 |
| Type A 일반판      | 스다 아카리, 무토 토무, 요시다 아카리                    |
| Type B 일반판      | 미야와키 사쿠라, 타나카 미쿠, 타카하시 쥬리              |
| Type C 일반판      | 오기노 유카, 야부키 나코, 혼마 히나타                    |
| Type D 일반판      | 오카다 나나, 오오바 미나, 후루하타 나오                  |
| Type E 일반판      | 요코야마 유이, 소다 사리나, 무카이치 미온                |
| 극장판             | 세계 선방 멤버 15명                                      |

## 뮤직 비디오
센티멘탈 트레인
뮤직 비디오는 타카하시 에이키가 감독을 담당했다. 여고 병설의 여자대학교를 무대로 《바람의 마타사부로》를 모티브로 한, 바람처럼 나타나서 바람처럼 사라진 전학생인 마츠이 쥬리나와의 만남과 이별을 그리고 있다. 센터를 맡을 예정이였던 마츠이 쥬리나의 등장 장면은 그림 콘티나 CG 캐릭터로 대체됐으며 마지막 뒷모습만 대역이 맡게 된 미완성 작품이다. MV에 등장하는 그림 콘티는 만화가 시무라 타카코가 그렸다.
센티멘탈 트레인 완전판
오리지널과 똑같이 타카하시 에이키가 감독을 맡았으며 마츠이 쥬리나가 등장하는 장면을 본인이 메우는 것만이 아닌 '완전판만의 트릭’이 더해졌다.

## 미디어에서의 사용
백합을 피게 할까?
NTV 드라마 《마지무리 학원》 주제가

## 수록 내용
각각의 버전의 초도 한정판과 일반판의 수록 내용은 모두 동일하다.
| #  | 제목                                                            | 작사            | 작곡            | 편곡 | 재생 시간 |
| -- | --------------------------------------------------------------- | --------------- | --------------- | ---- | --------- |
| 1. | 〈センチメンタルトレイン→센티멘탈 트레인〉                      | 아키모토 야스시 | 히메노 히로유키 |      |           |
| 2. | 〈サンダルじゃできない恋→샌들로는 할 수 없는 사랑〉 (언더 걸즈) | 아키모토 야스시 |                 |      |           |
| 3. | 〈友達じゃないか?→친구잖아?〉 (넥스트 걸즈)                     | 아키모토 야스시 |                 |      |           |
| 4. | 〈センチメンタルトレイン〉 (off vocal ver.)                     |                 | 히메노 히로유키 |      |           |
| 5. | 〈サンダルじゃできない恋〉 (off vocal ver.)                     |                 |                 |      |           |
| 6. | 〈友達じゃないか?〉 (off vocal ver.)                            |                 |                 |      |           |

| #  | 제목                                                            | 작사            | 작곡            | 편곡 | 재생 시간 |
| -- | --------------------------------------------------------------- | --------------- | --------------- | ---- | --------- |
| 1. | 〈センチメンタルトレイン→센티멘탈 트레인〉                      | 아키모토 야스시 | 히메노 히로유키 |      |           |
| 2. | 〈サンダルじゃできない恋→샌들로는 할 수 없는 사랑〉 (언더 걸즈) | 아키모토 야스시 |                 |      |           |
| 3. | 〈ある日 ふいに…→어느날 갑자기…〉 (퓨처 걸즈)                   | 아키모토 야스시 |                 |      |           |
| 4. | 〈センチメンタルトレイン〉 (off vocal ver.)                     |                 | 히메노 히로유키 |      |           |
| 5. | 〈サンダルじゃできない恋〉 (off vocal ver.)                     |                 |                 |      |           |
| 6. | 〈ある日 ふいに…〉 (off vocal ver.)                             |                 |                 |      |           |

| #  | 제목                                                            | 작사            | 작곡            | 편곡 | 재생 시간 |
| -- | --------------------------------------------------------------- | --------------- | --------------- | ---- | --------- |
| 1. | 〈センチメンタルトレイン→센티멘탈 트레인〉                      | 아키모토 야스시 | 히메노 히로유키 |      |           |
| 2. | 〈サンダルじゃできない恋→샌들로는 할 수 없는 사랑〉 (언더 걸즈) | 아키모토 야스시 |                 |      |           |
| 3. | 〈ひと夏の出来事→한 여름의 일〉 (업커밍 걸즈)                   | 아키모토 야스시 |                 |      |           |
| 4. | 〈センチメンタルトレイン〉 (off vocal ver.)                     |                 | 히메노 히로유키 |      |           |
| 5. | 〈サンダルじゃできない恋〉 (off vocal ver.)                     |                 |                 |      |           |
| 6. | 〈ひと夏の出来事〉 (off vocal ver.)                             |                 |                 |      |           |

| #  | 제목                                                                 | 작사            | 작곡            | 편곡 | 재생 시간 |
| -- | -------------------------------------------------------------------- | --------------- | --------------- | ---- | --------- |
| 1. | 〈センチメンタルトレイン→센티멘탈 트레인〉                           | 아키모토 야스시 | 히메노 히로유키 |      |           |
| 2. | 〈サンダルじゃできない恋→샌들로는 할 수 없는 사랑〉 (언더 걸즈)      | 아키모토 야스시 |                 |      |           |
| 3. | 〈波が伝えるもの→파도가 전하는 것〉 (제10회 세계 선발 총선거 기념테) | 아키모토 야스시 |                 |      |           |
| 4. | 〈センチメンタルトレイン〉 (off vocal ver.)                          |                 | 히메노 히로유키 |      |           |
| 5. | 〈サンダルじゃできない恋〉 (off vocal ver.)                          |                 |                 |      |           |
| 6. | 〈波が伝えるもの〉 (off vocal ver.)                                  |                 |                 |      |           |

| #  | 제목                                                            | 작사            | 작곡            | 편곡 | 재생 시간 |
| -- | --------------------------------------------------------------- | --------------- | --------------- | ---- | --------- |
| 1. | 〈センチメンタルトレイン→센티멘탈 트레인〉                      | 아키모토 야스시 | 히메노 히로유키 |      |           |
| 2. | 〈サンダルじゃできない恋→샌들로는 할 수 없는 사랑〉 (언더 걸즈) | 아키모토 야스시 |                 |      |           |
| 3. | 〈“好き”のたね→“좋아”라는 씨〉 (제10회 세계 선발 총선거 기념테) | 아키모토 야스시 |                 |      |           |
| 4. | 〈センチメンタルトレイン〉 (off vocal ver.)                     |                 | 히메노 히로유키 |      |           |
| 5. | 〈サンダルじゃできない恋〉 (off vocal ver.)                     |                 |                 |      |           |
| 6. | 〈“好き”のたね〉 (off vocal ver.)                               |                 |                 |      |           |

| #  | 제목                                                                     | 작사            | 작곡            | 편곡 | 재생 시간 |
| -- | ------------------------------------------------------------------------ | --------------- | --------------- | ---- | --------- |
| 1. | 〈センチメンタルトレイン→센티멘탈 트레인〉                               | 아키모토 야스시 | 히메노 히로유키 |      |           |
| 2. | 〈サンダルじゃできない恋→샌들로는 할 수 없는 사랑〉 (언더 걸즈)          | 아키모토 야스시 |                 |      |           |
| 3. | 〈百合を咲かせるか?→백합을 피게 할까?〉 (제10회 세계 선발 총선거 기념테) | 아키모토 야스시 |                 |      |           |
| 4. | 〈センチメンタルトレイン〉 (off vocal ver.)                              |                 | 히메노 히로유키 |      |           |
| 5. | 〈サンダルじゃできない恋〉 (off vocal ver.)                              |                 |                 |      |           |
| 6. | 〈百合を咲かせるか?〉 (off vocal ver.)                                   |                 |                 |      |           |

DVD
| #  | 제목                                   | 감독            | 재생 시간 |
| -- | -------------------------------------- | --------------- | --------- |
| 1. | 〈センチメンタルトレイン Music Video〉 | 타카하시 에이키 |           |
| 2. | 〈サンダルじゃできない恋 Music Video〉 |                 |           |

| #  | 제목                            | 재생 시간 |
| -- | ------------------------------- | --------- |
| 3. | 〈友達じゃないか? Music Video〉 |           |

| #  | 제목                           | 재생 시간 |
| -- | ------------------------------ | --------- |
| 3. | 〈ある日 ふいに… Music Video〉 |           |

| #  | 제목                           | 재생 시간 |
| -- | ------------------------------ | --------- |
| 3. | 〈ひと夏の出来事 Music Video〉 |           |

| #  | 제목                           | 재생 시간 |
| -- | ------------------------------ | --------- |
| 3. | 〈波が伝えるもの Music Video〉 |           |

| #  | 제목                         | 재생 시간 |
| -- | ---------------------------- | --------- |
| 3. | 〈“好き”のたね Music Video〉 |           |

| #  | 제목                              | 재생 시간 |
| -- | --------------------------------- | --------- |
| 3. | 〈百合を咲かせるか? Music Video〉 |           |

## 완전판
타이틀곡의 센터 포지션을 맡을 예정이였던 마츠이 쥬리나가 활동을 쉬게 되면서 센터가 없는 형태로 발매가 됐었다. 그래서 마츠이 쥬리나가 활동을 재개할 경우에는 음원과 뮤직 비디오의 재녹음과 재편집을 하기로 결정했다. 음원 및 뮤직 비디오 감상에는 CD(MV는 초도 한정판, 일반판)에 들어있는 시리얼 넘버가 필요하게 됐다.
2018년 10월 25일 오후 8시에 킹레코드의 특설 사이트에서 마츠이 쥬리나를 포함하는 선발 멤버 16명에 의한 ‘완전판’의 음원과 뮤직 비디오가 서비스되기 시작했다. 음원은 다운로드, 뮤직 비디오는 스트리밍 형태로 공개됐으며 일반적으로는 공개되지 않고 2019년 4월 30일까지 CD 구입자에게 한정 공개가 된다. 그리고, 마츠이 쥬리나가 참가한 완전판 자켓도 공개됐다.

### 수록 내용 (완전판)
| #  | 제목                                                     | 작사            | 작곡            | 편곡 | 재생 시간 |
| -- | -------------------------------------------------------- | --------------- | --------------- | ---- | --------- |
| 1. | 〈センチメンタルトレイン 完全版→센티멘탈 트레인 완전판〉 | 아키모토 야스시 | 히메노 히로유키 |      |           |

## 세계 선발 멤버
- 1위: 마츠이 쥬리나
- 2위: 스다 아카리
- 3위: 미야와키 사쿠라
- 4위: 오기노 유카
- 5위: 오카다 나나
- 6위: 요코야마 유이
- 7위: 무토 토무
- 8위: 오오바 미나
- 9위: 야부키 나코
- 10위: 타나카 미쿠
- 11위: 소다 사리나
- 12위: 타카하시 쥬리
- 13위: 무카이치 미온
- 14위: 요시다 아카리
- 15위: 후루하타 나오
- 16위: 혼마 히나타

### 내용주
1. ↑  음반 《0과 1 사이》 Theater Edition(AKB48 극장의 사진을 사용) 이래로 싱글로는 처음이다[10]. 또한, 〈涙サプライズ!→눈물 서프라이즈!〉 일반판은 ‘멤버들의 일러스트’로 되어 있다.

### 참조주
1. ↑  “総選挙1位 松井珠理奈が休養発表「療養に専念」” [총선거 1위 마츠이 쥬리나가 휴양 발표 ‘휴양에 전념’]. 《ORICON NEWS》 (일본어) (oricon ME). 2018년 7월 7일. 2018년 7월 9일에 확인함.
2. 1 2  “ＡＫＢ53枚目シングル、松井珠理奈は不参加で発売” [AKB 53번째 싱글, 마츠이 쥬리나는 불참으로 발매]. 《nikkansports.com》 (일본어) (닛칸 스포츠 신문사). 2018년 8월 3일. 2018년 8월 3일에 확인함.
3. ↑  “メンバーに亀裂？SKE48松井珠理奈「Mステ」で復帰の舞台裏” [멤버에게 균열? SKE48 마츠이 쥬리나 “M스테”로 복귀의 무대 뒤]. 《닛칸 겐다이 디지털》 (일본어) (닛칸 겐다이날짜=2018년 9월 13일). 2018년 9월 14일에 원본 문서에서 보존된 문서. 2018년 9월 14일에 확인함.
4. 1 2  “松井珠理奈がセンターに帰還、AKB48「センチメンタルトレイン」完全版ついに公開” [마츠이 쥬리나가 센터로 귀환, AKB48 ‘센티멘탈 트레인’ 완전판 드디어 공개]. 《음악 나탈리》 (일본어) (나타샤). 2018년 10월 25일. 2018년 10월 25일에 확인함.
5. ↑  “SKE松井珠理奈が活動休止　音楽特番で立つはずのセンターにはマイクと盾が…” [SKE 마츠이 쥬리나가 활동을 쉬다 음악 방송에 설 예정인 센터에게는 마이크와 방패가…]. 《SANSPO.COM》 (일본어) (산케이 디지털). 2018년 7월 7일. 2018년 7월 9일에 확인함.
6. 1 2 3  “AKB48新曲 総選挙1位の松井珠理奈不参加で発売へ「苦渋の決断」” [AKB48 신곡 총선거 1위인 마츠이 쥬리나 불참으로 발매에 ‘고심 끝에 결단’]. 《ORICON NEWS》 (일본어) (oricon ME). 2018년 8월 3일. 2018년 8월 3일에 확인함.
7. ↑  “AKB総選挙センター曲、松井珠理奈が初披露！「すてきな場所…幸せ」” [AKB 총선거 센터곡, 마츠이 쥬리나의 첫 무대! “멋진 곳... 행복해”]. 《SANSPO.COM》 (일본어) (산케이 디지털). 2018년 9월 8일. 2018년 9월 9일에 확인함.
8. ↑  “AKB48、総選挙1位の松井珠理奈不在で新曲初披露 センターは“珠理奈トロフィー”＜センチメンタルトレイン＞” [AKB48, 총선거 1위인 마츠이 쥬리나의 부재로 신곡 공개 센터는 ‘쥬리나 트로피’ ＜센티멘탈 트레인＞]. 《모델프레스》 (일본어) (넷네이티브). 2018년 7월 7일. 2018년 7월 9일에 확인함.
9. 1 2  “AKB48異例の“無人”ジャケットも… 総選挙選抜曲アートワーク公開” [AKB48 이례의 “무인” 자켓도…  선발 총선거 아트워크 공개]. 《ORICON NEWS》 (일본어) (oricon ME). 2018년 8월 23일. 2018년 8월 23일에 확인함.
10. 1 2 3  “AKB48の53rdシングル『センチメンタルトレイン』、休養中の松井は絵コンテやCGでの出演に” [AKB48의 53rd 싱글 ‘센티멘탈 트레인’, 휴양중인 마츠이 쥬리나는 그림 콘티나 CG로의 출연으로]. 《Billboard JAPAN》 (일본어). 2018년 8월 23일. 2018년 8월 23일에 확인함.
11. 1 2 3  “AKB48「前代未聞」センター不在“未完成”MV公開 松井珠理奈を絵コンテ&CGで表現” [AKB48 ‘전대미문’ 센터 부재 ‘미완성’ MV 공개 마츠이 쥬리나를 그림 콘티&CG로 표현]. 《ORICON NEWS》 (일본어) (oricon ME). 2018년 8월 23일. 2018년 8월 23일에 확인함.
12. ↑  “松井珠理奈不在のままMV解禁へ CGアニメで代用” [마츠이 쥬리나 부재인 채로 MV 해금 CG 애니메이션으로 대체]. 《nikkansports.com》 (일본어) (닛칸 스포츠 신문사). 2018년 8월 23일. 2018년 8월 23일에 확인함.
13. ↑  “AKB48 53rdシングル劇場盤収録内容決定！” [AKB48 53rd 싱글 극장판 수록 내용 결정!]. 《AKB48 KING RECORDS official website》 (일본어). 킹레코드. 2018년 7월 26일. 2018년 7월 26일에 원본 문서에서 보존된 문서. 2018년 7월 26일에 확인함.
14. 1 2  “AKB48 53rdシングル「センチメンタルトレイン」 松井珠理奈の不参加につきまして” [AKB48 53rd 싱글 ‘센티멘탈 트레인’ 마츠이 쥬리나의 불참에 대해서]. 《AKB48 KING RECORDS official website》 (일본어). 킹레코드. 2018년 8월 3일. 2018년 8월 3일에 원본 문서에서 보존된 문서. 2018년 8월 3일에 확인함.
15. ↑  “AKB48、松井珠理奈の復帰により「センチメンタルトレイン」音源・MV完全版が完成” [AKB48, 마츠이 쥬리나의 복귀로 인한 ‘센티멘탈 트레인’ 음원 · MV 완전판 완성]. 《Billboard JAPAN》 (일본어) (한신 컨텐츠 링크, 플랜테크, Billboard IP). 2018년 10월 25일. 2018년 10월 25일에 확인함.
16. ↑  “松井珠理奈復帰でAKB総選挙曲が2ヶ月越し完成” [마츠이 쥬리나 복귀로 AKB 총선거 곡이 2개월 넘어서 완성]. 《ORICON NEWS》 (일본어) (oricon ME). 2018년 10월 25일. 2018년 10월 25일에 확인함.
17. ↑  “AKB48「センチメンタルトレイン」特設サイト” [AKB48 ‘센티멘탈 트레인’ 특설 사이트] (일본어). 킹레코드. 2018년 10월 25일에 원본 문서에서 보존된 문서. 2018년 10월 25일에 확인함.
18. ↑  “AKB48“未完成”MV、センター松井珠理奈復帰で完全版が完成＜センチメンタルトレイン＞” [AKB48 ‘미완성’ MV, 센터 마츠이 쥬리나 복귀로 완전판 완성 ＜센티멘탈 트레인＞]. 《모델프레스》 (일본어) (넷네이티브). 2018년 10월 25일. 2018년 10월 25일에 확인함.